# 史提芬·威廉斯
史提芬·威廉斯（Stephen Williams，1966年10月11日—）是一位英格蘭政治人物，他的黨籍是自由民主黨。在2005年至2015年，他曾經擔任西布里斯托爾選區選出的英國下議院議員。